# Juan Murillo Miró
Juan Murillo y Miró (Guayaquil, 24 de noviembre de 1846-Quito, 15 de diciembre de 1900), publicista y fundador del Diario el Telégrafo.

## Biografía
Fue su padre el guayaquileño Manuel Ignacio Murillo Pérez tipógrafo de la Imprenta que mandó a comprar la Junta de Gobierno por pedido de Francisco Maria Roca y del cual se imprimió El Patriota de Guayaquil y de Juana Miró González también de Guayaquil. Sus primeras letras las recibió de su madre, posteriormente viajó a estudiar en Europa y finalmente, en 1881 volvió a Guayaquil e ingresó al Colegio San Vicente del Guayas  donde se graduó de Bachiller en Filosofía. A corta edad ingresó a trabajar en la Imprenta de su padre. Al fallecer su padre decide fundar el 6 de febrero de 1884 el Diario El Telégrafo en la época que gobernaba José María Plácido Caamaño. Por razones políticas en 1886 fue tomado preso y desterrado a Valparaíso. Están en tierras chilenas y desempeñando tareas periodísticas llegó a ser uno de los primeros en denunciar el asunto de la Venta de la Bandera. Con el triunfo de la Revolución liberal regreso a Guayaquil para reabrir El Telégrafo hasta que a finales del siglo XIX decidió venderlo y pasó a manos de José Abel Castillo. Luego se trasladó definitivamente a Quito donde falleció el 15 de diciembre de 1900.

## Obra
- Historia del Ecuador de 1876 a 1888.[6][7]

## Cargos que desempeñó
- Consejero Municipal de Guayaquil 1897.
- Presidió el Comité Cubano en 1898.
- Director de la Escuela de Artes y Oficios en 1899.[8]